# Heinrich Gries
Franz Heinrich Gries (* 23. November 1807 in Hamburg; † 4. April 1879 ebenda)  war ein deutscher Kaufmann und Abgeordneter der Hamburgischen Bürgerschaft.
Gries war als Kaufmann vor allem in Rio de Janeiro tätig und heiratete dort 1846 Henriette Haller.
Ab 1857 war Gries wieder in Hamburg ansässig. Er gehörte von 1865 bis 1871 der Hamburger Bürgerschaft an und war dort Mitglied der Fraktion des linken Zentrums. Darüber hinaus war er ehrenamtlich von 1862 bis 1867 Mitglied des Krankenhaus-Kollegiums und von 1868 bis 1873 Niedergerichtsbürger. Sein Schwiegersohn war Julius Reincke.